# NGC 836
NGC 836 је лентикуларна галаксија у сазвежђу Кит која се налази на NGC листи објеката дубоког неба.
Деклинација објекта је - 22° 3' 18" а ректасцензија 2h 10m 24,8s. Привидна величина (магнитуда) објекта NGC 836 износи 13,5 а фотографска магнитуда 14,4. NGC 836 је још познат и под ознакама ESO 544-17, MCG -4-6-12, NPM1G -22.0047, PGC 8304.